# Лагутин, Василий Николаевич
Василий Николаевич Лагутин (28 августа 1913 — 3 ноября 1981) — командир 2-го танкового батальона, 21-й гвардейской танковой бригады (5-го гвардейского танкового корпуса), гвардии майор.

## Биография
Родился 28 августа 1913 года в селе Константиновское Петровского района Ставропольского края.
Призван в армию в 1935 году. Участвовал в боевых действиях на реке Халхин-Гол.
Участник ВОВ с июня 1941 года. Сражался на Южном и Кавказском фронтах, участвовал в обороне Одессы и Севастополя.
Указом Президиума Верховного Совета СССР от 24 апреля 1944 года за умелое выполнение заданий командования, проявленные при этом мужество и отвагу Лагутину Василию Николаевичу присвоено звание Героя Советского Союза с вручением ордена Ленина и медали «Золотая Звезда».
После войны в запасе. Скончался 3 ноября 1981 года.

## Награды
- Медаль «Золотая Звезда» (24.04.1944)[1]
- Орден Ленина (24.04.1944)[1]
- Орден Красного Знамени (13.04.1940)[1]
- Орден Отечественной войны II степени (05.11.1942)[1]
- Медаль За оборону Сталинграда (22.12.1942)
- Медаль За боевые заслуги (06.11.1945)[2]
- Медаль За победу над Германией в Великой Отечественной войне 1941—1945 гг. (09.05.1945)[1]

## Галерея

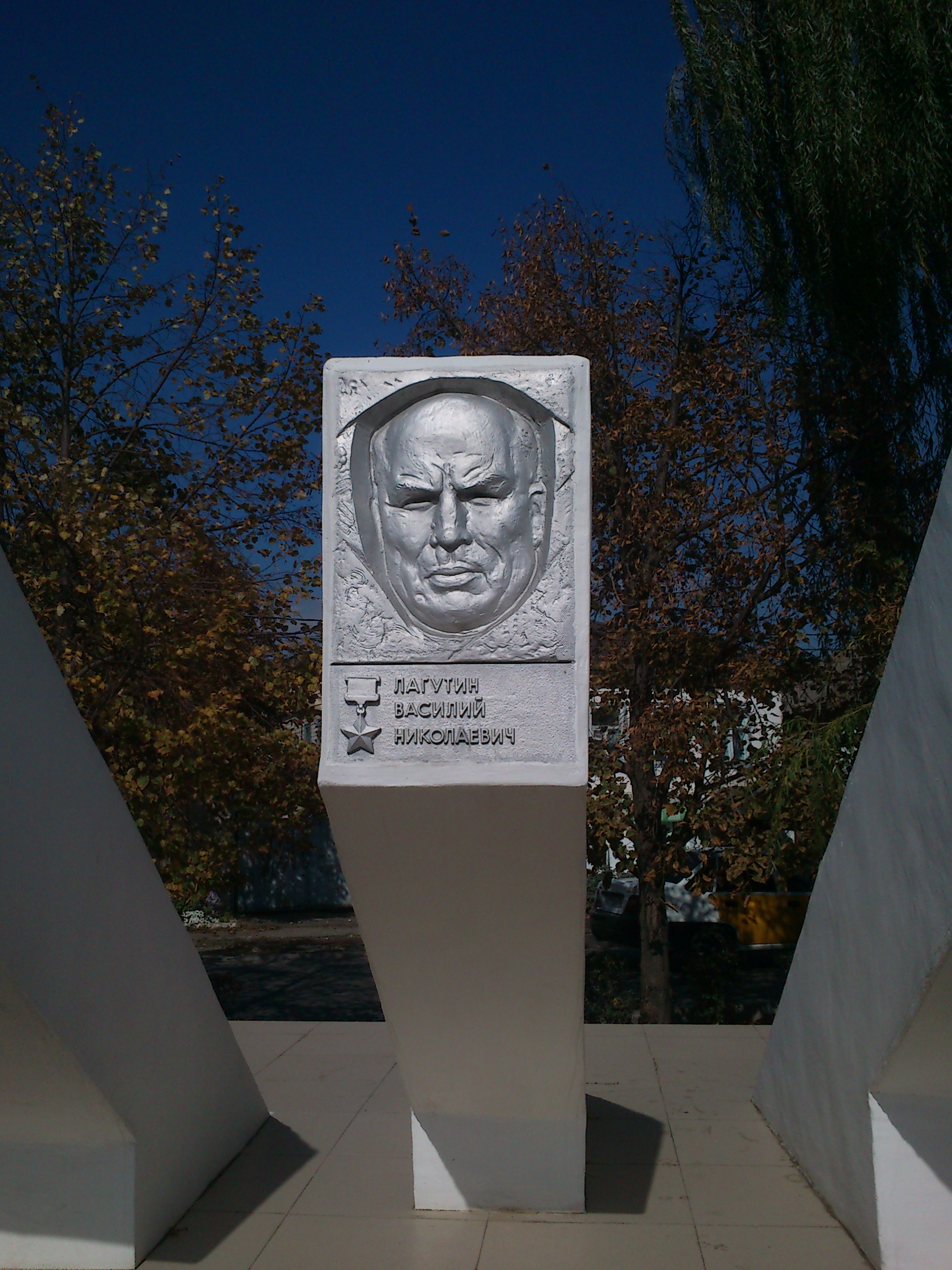
Барельеф на Аллее Славы в Светлограде